# 대한민국 친일반민족행위자재산조사위원회
친일반민족행위자재산조사위원회(親日反民族行爲者財産調査委員會, The Investigative Commission on Pro-Japanese Collaborators' Property)는 대한민국의 옛 중앙행정기관으로 친일반민족행위자 재산의 국가귀속에 관한 특별법에 의거하여 2006년 7월 13일 대통령 직속으로 설치되었다. 일본 제국주의의 식민 통치에 협력하고 한민족을 탄압한 반민족행위자가 그 당시 친일반민족행위로 모은 재산을 조사, 선정하여 국가에 귀속할지 여부를 결정하는 역할을 맡았으며 2010년 7월 12일자로 모든 공식조사활동을 종료하고, 2010년 10월 12일 해산하였다. 4년간 조사한 친일반민족행위자는 모두 168명이었고 2359필지(1,113만 9,645m2)에 달하는 토지를 국고로 환수했는데 이는 여의도 면적 1.3배에 해당한다. 액수로는 공시지가 959억 원, 시가로는 2,106억 원이다. 이 재산은 앞으로 국가유공자 후손 등을 위한 재원으로 쓰일 예정이며 국가보훈처와 국토해양부로 명의가 이전되었고 소송업무는 법무부로 이관하였다.

## 조직
친일반민족행위자재산조사위원회는 장관급인 위원장 1인과 차관급인 상임위원 2인, 그리고 6명의 비상임위원을 두어 업무를 처리하며 각각 4년 임기로 임명 된다. 그리고 위원회의 업무를 맡기위해 상임위원 1인이 사무처장을 맡아 사무처를 구성한다. 사무처에는 2단 7과 1법무담당관 1조사연구관으로 구성된다.

## 업무
친일반민족행위자재산조사위원회는 친일반민족행위자의 조사 및 선정과 친일반민족행위자의 재산조사 및 친일재산 여부의 결정, 일본인 명의로 남아 있는 토지에 대한 조사 및 정리, 이의신청 처리를 비롯해 조사자료 보존 등의 업무를 처리한다. 친일반민족행위자재산조사위원회의 활동시한은 발족일인 2006년 7월 13일부터 2010년 7월 12일까지 활동하였으며 10월 12일까지 청산업무를 수행한다.

## 위원장
- 초대 김창국 2006년 7월 13일 - 2010년 7월 12일

## 소관 법률
- 친일반민족행위자 재산의 국가귀속에 관한 특별법

## 주소
서울특별시 중구 충무로 극동빌딩 6층 (우100-705)